# 칠발
〈칠발〉(七發)은 전한 초기의 부(賦)의 대표작이다. 작자인 매승(枚乘, ? -기원전 140)은 경제(景帝) 시대의 명신이다. 이 부는 문답형식으로서, <초사> 가운데의 <초혼(招魂)> <대초(大招)>와 흡사하고, 그것을 더욱 발전시켰다. 제명도 '칠간(七諫)'에서 유래한 것으로 추정된다. 초나라 태자가 병이 났기 때문에 오나라 손님이 문병을 와서, 음악이나 유렵(遊獵)의 즐거움을 설명하고, 최후에 방술사(方術士)로 하여금 천하의 정미(精微), 만물의 시비(是非)를 설명하게 함으로써 병이 낫는다는 내용으로, 소박하지만 짜임새가 있고, 장려(壯麗)한 언어를 구사하였으며, 그 수법은 한부(漢賦)에 커다란 영향을 주었다.